# Garlstedt
Garlstedt (niederdeutsch Garls[t]) ist, seit der Eingemeindung im Zuge der Gebietsreform von 1974, der vom Zentrum am weitesten entfernte Stadtteil von Osterholz-Scharmbeck im niedersächsischen Landkreis Osterholz.

## Geographie
Garlstedt liegt im Norden der „Langen Heide“ und nahe der Siedlung entspringt die Drepte.

## Geschichte
Der Ort wurde erstmals 1250 erwähnt; allerdings weisen zahlreiche Hügelgräber auf eine frühe Besiedelung hin, die der Stein- und Bronzezeit zuzuordnen sind. 1830 wurde eine Lure entdeckt; die „Lure von Garlstedt“ wurde in das Wappen der Gemeinde aufgenommen.
Der Begriff Garlstedt stammt vermutlich von Garleff ab, einem germanischen Stammesältesten. Eine ältere Form des Namens ist Garlste.

### Zehn-Mark-Banknote

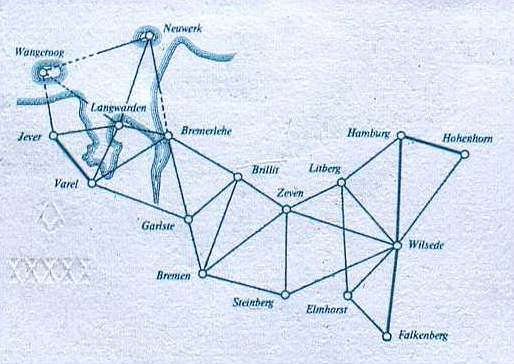
Ausschnitt der 10-Deutsche-Mark-Note mit „Garlste“ als Messpunkt

In den Jahren 1824 und 1825 nutzte Carl Friedrich Gauß im Zuge der der Vermessung des Königreichs Hannover den Vermessungspunkt in „Garlste“, wie Garlstedt zu dem Zeitpunkt hieß. Der Gauß’sche Vermessungspunkt Garlste liegt auf 48,9 m ü. NN am Waldweg „An der Forst“. Ein Ausschnitt des Vermessungsnetzes mit „Garlste“ als trigonometrischem Punkt ist auf dem letzten 10-Deutsche-Mark-Schein abgebildet, der von 1991 bis 2001 gesetzliches Zahlungsmittel war.

### Garnison und Heeresschule

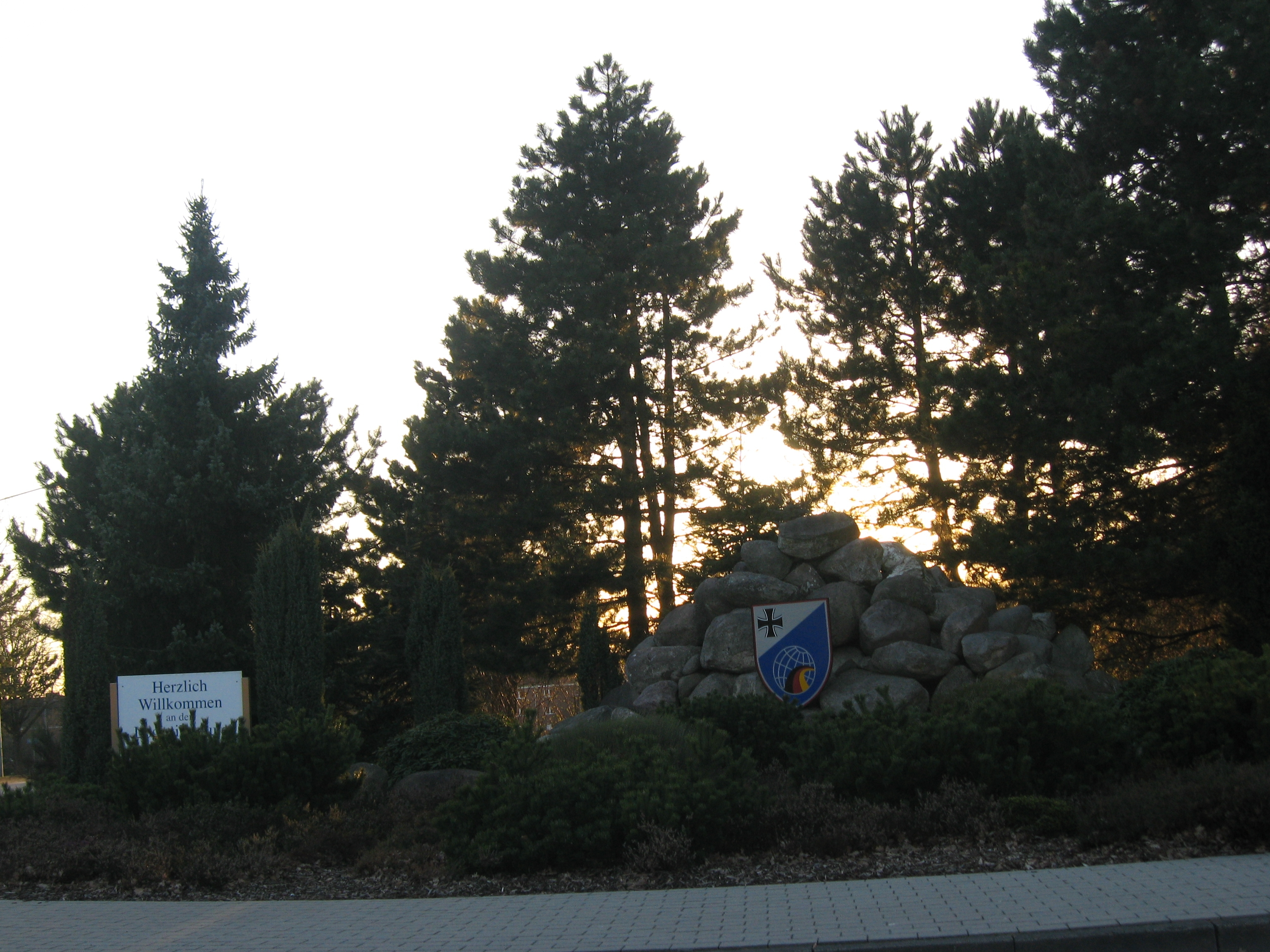
Begrüßung am Kasernentor

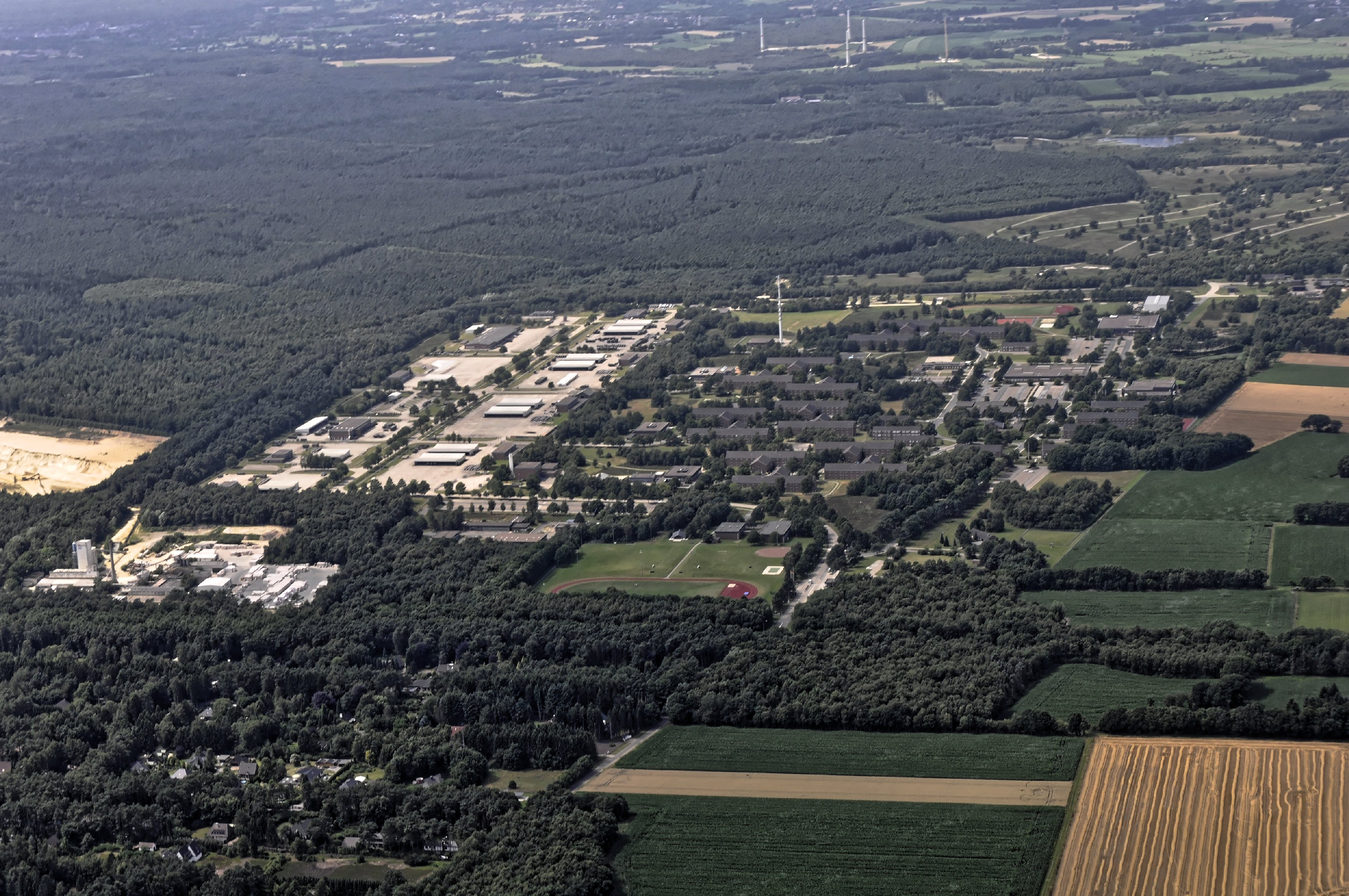
Die Heeresschule von oben

In Garlstedt befindet sich die ursprünglich US-amerikanische Lucius-D.-Clay-Kaserne, die zwischen 1975 und 1978 erbaut und am 17. Oktober 1978 mit einer 200 Mann starken Vorhut eröffnet wurde. Es handelte sich um Soldaten der 75. US-Brigade, einer Vorausabteilung der 2nd Armored Division („Hell on wheels“) aus Texas, die gemäß einer neuen NATO-Doktrin in die Bundesrepublik teil-vorverlegt wurden. Die Brigade wurde im Juli 1978 in 2nd Armored Division (forward) umbenannt und bezog im Oktober 1978 die neu errichtete Kaserne in Garlstedt.
Die Fluktuation der Vorausabteilung war sehr groß; von den Soldaten, die dort anfänglich ihren Dienst angetreten hatten, befand sich schon nach 18 Monaten kaum einer mehr in der Kaserne. So ergibt sich für die Zeit von 1978 bis 1992 eine Gesamtzahl von 28.000 in Garlstedt stationierten US-Soldaten.
Im Zuge der Kuwait-Krise wurde 1990 der größte Teil der US-Soldaten an den Persischen Golf verlegt, im Zweiten Golfkrieg wurden 18 von ihnen getötet. Da das militärische Material größtenteils zunächst im Irak bzw. in Kuwait verblieb, nutzten die Amerikaner die Gelegenheit, die Kaserne zu schließen. Am 1. Oktober 1992 wurde ein offizielles „Flaggeeinholen“ vollzogen und die Kaserne dem Heer der Bundeswehr übergeben. Sie wird seitdem als Truppenschule genutzt, in der pro Jahr etwa 11.000 Soldatinnen und Soldaten und zivile Mitarbeiter und Mitarbeiter aus dem gesamten Bundesgebiet ihre logistische Ausbildung erhalten. Anfänglich wurde der Lehr- und Ausbildungsbetrieb an der Nachschubschule des Heeres vorrangig am alten Standort „Roland-Kaserne“ (Bremen-Grohn) fortgeführt. Im Oktober 1999 nahm aber mit dem Umzug des Kommandeurs der Nachschubschule und Generals der Nachschubtruppe die Truppenschule offiziell ihren Betrieb in Garlstedt auf. Am 1. Oktober 2006 erfolgte aufgrund eines Unterstellungswechsels vom Heer zur Streitkräftebasis (SKB) eine Umbenennung in „Logistikschule der Bundeswehr“.

### Eingemeindungen
Am 1. März 1974 wurde Garlstedt aufgrund der Gebietsreform in Niedersachsen in die Kreisstadt Osterholz-Scharmbeck eingegliedert.

### Sonstiges
Am 13./14. Januar 1980 erregte die Sichtung eines Lichtphänomens über Garlstedt ein gewisses Aufsehen. Da die neue US-amerikanische Kaserne involviert war, stieg sogar die Alarmrotte der NATO auf, um das vorgebliche UFO abzufangen. Worum es sich letztendlich gehandelt hatte, konnte bis heute nicht geklärt werden.
1996 wurde Garlstedt bundesweit durch die Entführung des Hamburger Multimillionärs Jan Philipp Reemtsma am 25. März bekannt, da die Entführer als Versteck einen Keller in einem Haus in Garlstedt nutzten. (zufälligerweise hat die Reemtsma-Familie durch Philipp Fürchtegott Reemtsma eine ihrer Wurzeln in Osterholz-Scharmbeck und Garlstedt ist Stadtgebiet.)

## Kultur und Sehenswürdigkeiten

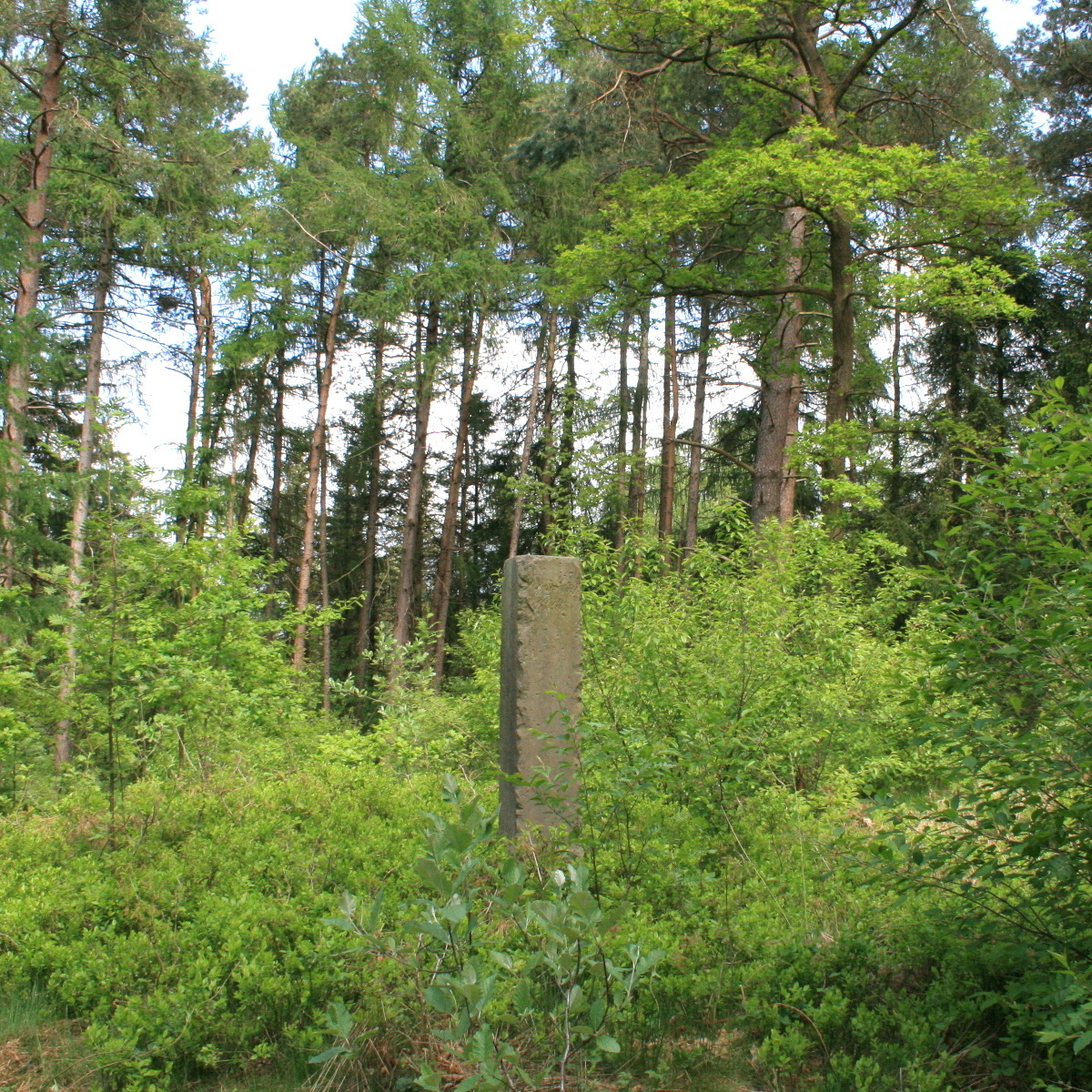
Gauß-Stein in Schmidts Kiefern

### Bauwerke
- In Garlstedt finden sich eine Anzahl von Grabhügeln aus der Bronzezeit (1800–700 v. Chr.). Den beeindruckendsten Fund in einem dieser Grabhügel stellt wohl die Garlstedter Lure dar, die auch als Vorlage für das Garlstedter Gemeindewappen diente. Die 1830 bei Straßenarbeiten entdeckten Bruchstücke dieses bronzezeitlichen germanischen Blasinstruments sind zurzeit der südlichste Fund eines derartigen Instrumentes. Zahlreiche urgeschichtliche Grabhügel befinden sich im Forst Die Elm zwischen der Hülseberger Straße und dem Garlstedter Kirchweg.
- Brockmannsmühle:
  - Brockmannsmühle, Wassermühle an der Drepte von 1759
  - Hofanlage Brockmannsmühle 2 von 1845, Wohnhaus von 1898

### Grünflächen und Naherholung
- Schmidts Kiefern: Kiefernwald mit teilweise 150-jährigen Kiefern im Gebiet des Truppenübungsplatzes Garlstedt.
- Wald-Lehrpfad: mit Schautafeln über das Leben von Flora und Fauna im Garlstedter Forst.

### Vereine
- SV Garlstedt mit den Bereichen Badminton, Walking, Gymnastik, Kinderturnen, Aerobic und Fußball. Die beiden Herren- und mehrere Jugendfußballmannschaften spielen allesamt auf Kreisebene.
- Club zur Vahr (Bremen): 1965 eröffnete der Club einen 18-Loch-Golfplatz, auf dem 1985 die German Open ausgetragen wurden. Gewinner des internationalen Turniers war Bernhard Langer.